# ديفيد نيومان
ديفيد نيومان هو سياسي كندي، ولد في 18 أغسطس 1944 في وينيبيغ في كندا. انتخب عضو المجلس التنفيذي لمانيتوبا ‏.